# Breitkopffliegen
|  | Dieser Artikel wurde aufgrund von formalen oder inhaltlichen Mängeln in der Qualitätssicherung Biologie zur Verbesserung eingetragen. Dies geschieht, um die Qualität der Biologie-Artikel auf ein akzeptables Niveau zu bringen. Bitte hilf mit, diesen Artikel zu verbessern! Artikel, die nicht signifikant verbessert werden, können gegebenenfalls gelöscht werden. Lies dazu auch die näheren Informationen in den Mindestanforderungen an Biologie-Artikel. |

Die Breitkopffliegen (Eurychoromyiinae) sind eine Unterfamilie der Polierfliegen. Diese Gruppe wurde fast ein Jahrhundert lang als eigenständige Familie unter dem Namen Eurychoromyiidae geführt, obwohl sie nur auf einer einzigen Art, nämlich Eurychoromyia mallea, basierte. Die Art Eurychoromyia mallea ist nur durch vier Exemplare, die bei einer Sammlungsreise nach Bolivien im Jahr 1903 von Wilhelm Schnuse gefunden worden waren, bekannt. Zwei der Typusexemplare befinden sich in der Sammlung des Naturhistorischen Museums in Wien, die anderen im Museum für Tierkunde Dresden. 2010 wurde die seit 1995 bekannte Gattung Tauridion ebenfalls in die Gruppe der Breitkopffliegen gestellt, dazu kamen fünf neu beschriebene Gattungen. Die neu definierte Gruppe zählt nun als Unterfamilie zur Familie der Polierfliegen.

## Gattungen und Arten
- Choryeuromyia Gaimari & Silva, 2010[1]
  - Choryeuromyia xenisma
- Eurychoromyia Hendel, 1910[1]
  - Eurychoromyia mallea Hendel, 1910
- Euryhendelimyia Gaimari & Silva, 2010[1]
  - Euryhendelimyia schlingeri
- Eurystratiomyia Gaimari & Silva, 2010[1]
  - Eurystratiomyia epacrovitta
  - Eurystratiomyia erwini
- Physegeniopsis Gaimari & Silva, 2010[1]
  - Physegeniopsis albeto
  - Physegeniopsis ankhoidea
  - Physegeniopsis hadrocara
- Roryeuchomyia Gaimari & Silva, 2010[1]
  - Roryeuchomyia tigrina
- Tauridion Papp & Silva 1995[1]
  - Tauridion shewelli